# Танзания на летних Олимпийских играх 1996
Танзания принимала участие в летних Олимпийских играх 1996 года, которые проходили в Атланте (США) с 19 июля по 4 августа. Это были восьмые летние Олимпийские игры, в которых участвовала Танзания. Страну представляли 7 спортсменов, выступающие в двух видах спорта.

## Предыстория
Олимпийский комитет Танзании был признан Международным олимпийским комитетом в 1968 году. На летних Олимпийских Играх 1964 года спортсмены из Танзании представляли Республику Танганьика. За время участия в Олимпийских играх выиграли две серебряные медали на играх в 1980 году. Эти Олимпийские игры в Атланте были восьмыми для Танзании на летних Олимпийских играх. Олимпийские игры 1996 года прошли с 19 июля по 4 августа, и в них приняли участие 10320 спортсменов, представляющие 197 национальных олимпийских комитета.

## Состав сборной
Семь спортсменов представляли Танзанию на этих Олимпийских играх. Самым молодым спортсменом, представлявшим страну, был Марко Хаву (17 лет и 327 дней), самым возрастным — Джулиус Сумайе (31 год и 327 дней). Знаменосцем на церемонии открытия игр был Икаджи Салум.
 Лёгкая атлетика
1. Марко Хаву
2. Саймон Камунга
3. Икаджи Салум
4. Джулиус Сумайе
5. Реститута Джозеф

 Бокс
1. Рашид Матумла
2. Хассан Мзонге

## Результаты

### Лёгкая атлетика
Мужчины
Шоссейные и Беговые дисциплины
| Спортсмен      | Соревнование | Пред. забег | Пред. забег | Финал     | Финал |
| Спортсмен      | Соревнование | Результат   | Место       | Результат | Место |
| -------------- | ------------ | ----------- | ----------- | --------- | ----- |
| Марко Хаву     | 10000 м      | 28:14.08    | 10 q        | 28:20.58  | 12    |
| Саймон Камунга | Марафон      |             |             | 2:33:11   | 92    |
| Икаджи Салум   | Марафон      |             |             | 2:25:29   | 69    |
| Джулиус Сумайе | Марафон      |             |             | DNF       | DNF   |

Женщины
Беговые дисциплины
| Спортсмен        | Соревнование | Пред. забег | Пред. забег | 1/2 финала            | 1/2 финала            | Финал                 | Финал                 |
| Спортсмен        | Соревнование | Результат   | Место       | Результат             | Место                 | Результат             | Место                 |
| ---------------- | ------------ | ----------- | ----------- | --------------------- | --------------------- | --------------------- | --------------------- |
| Реститута Джозеф | 800 м        | 2:08.31     | 30          | завершила выступление | завершила выступление | завершила выступление | завершила выступление |

### Бокс
| Спортсмен     | Соревнование | 1/16 финала                    | 1/8 финала           | 1/4 финала           | 1/2 финала           | Финал                | Финал |
| Спортсмен     | Соревнование | Соперник Результат             | Соперник Результат   | Соперник Результат   | Соперник Результат   | Соперник Результат   |       |
| ------------- | ------------ | ------------------------------ | -------------------- | -------------------- | -------------------- | -------------------- | ----- |
| Рашид Матумла | до 63,5 кг   | CANФиллип Бодро П 12:16        | завершил выступление | завершил выступление | завершил выступление | завершил выступление |       |
| Хассан Мзонге | до 67 кг     | LTUВиталиюс Карпачяускас П 1:9 | завершил выступление | завершил выступление | завершил выступление | завершил выступление |       |